# رشيد غلام
رشيد غلام هو فنان مغني ومؤلف موسيقي مغربي (ولد في الدار البيضاء 1972م)، اشتهر بأغانيه الإسلامية، متزوج وأب لمحمد ياسين. احترف الفن منذ الثالثة عشر من عمره، حيث غنى للسيدة أم كلثوم والمطرب ناظم الغزالي، وغيرهما من عمالقة الطرب العربي وذلك في أكبر المنتديات والسهرات، ومع أكبر الفنانين في المغرب والوطن العربي.

## أعماله الفنية
أنشأ مجموعة كورال صوتية تضم أكثر من ثلاثين فردا أحيا معها عدة سهرات وليالي المديح النبوي. يعمل حاليا كمدير لمؤسسة الضحى للإنتاج الفني والإعلامي والتي أسسها عام 1995م، وأصدر من خلالها أشرطته الفنية التي تجاوزت العشرة والتي منها:
- يا جمالا.
- مواجيد.
- أريج الطيب في مدح الحبيب.
- حداء الروح.
- إيقاع الروح.
- الليلة المحمدية.
- مختارات من السماع النبوي.

### الرسالة
يرى رشيد غلام أن الفن عبارة عن رسالة وجودية ينبغي أن تخبر الإنسان بأشكال مختلفة ومتنوعة عن حياته وقضيته مع ربه ومآله أما إذا انحرف الفن عن هذه الوجهة فيصبح نوعاً من التمييع والعبث والشيطنة، فالفن إما أن يخدم تطلع روح الإنسان إلى الكمال وتلقفها لآثار الجمال وإما أن يكون في خدمة أغراض دنية تحيل الإنسان إلى أرضيته وحيوانيته وشهوانيته.

## العلاقة مع مصر
- أقام رشيد غلام عدد من الحفلات في دار الأوبرا المصرية وفي عام 2007 صدرت مذكرة من الخارجية المغربية تطالب فيها السفارة المصرية بعدم منح الفنان رشيد غلام تأشيرة الدخول لمصر.
- بعد أحداث انقلاب 2013 في مصر وفض اعتصام رابعة العدوية أصدر أغنية طالع[2] يستنكر فيها قتل المدنيين.

## التضييق والمنع
عرف رشيد غلام بمعارضته للنظام الملكي بالمغرب ومناصرته لجماعة العدل والإحسان بالمغرب مما ترتب عليه محاصرته بكافة الطرق [بحاجة لمصدر]
- 2000 إغلاق المسرح البلدي بالدار البيضاء في وجه الجمهور ساعة النشاط
- 2001 المنع من المشاركة في مهرجان الرباط بعد مشاركة ناجحة خلال دورة 2000
- 2001 تدخل السلطات العمومية بقوة لمنع سهرة بمدينة بركان
- 2002 منع الليلة المحمدية بمركب ثريا السقاط
- 2003 منع جولة فنية بمناسبة المولد النبوي بكل من: مسرح محمد الخامس بالرباط والمسرح الملكي بمراكش وسينما أمبير بفاس
- 2004 المنع من المشاركة في مهرجان فاس للموسيقى الروحية بعد الإعلان عنها في مطويات المهرجان وموقعه
- 2005 منع عرض «في حضرة وجد» بعدد من قاعات العرض بالدار البيضاء: سينما ريالطو ومركب ثريا السقاط ومركب محمد زفزاف
- 2006 المنع للمرة الثانية من المشاركة في مهرجان فاس للموسيقى الروحية بعد أن كان مقررا إحياؤه للأمسية الافتتاحية
- 2006 إلغاء بث الحلقة الخاصة بالفنان رشيد غلام من برنامج «شدى الألحان» رغم الإعلان عنه طيلة أسبوع بالقناة الثانية

## المحاكمات
- 2003-2004 استدعي عدة مرات من قبل الأمن الوطني بالبر نوصي والمعاريف بالبيضاء لاستفساره حول المجالس التي يعقدها في إطار مجلس النصيحة وكذا أسفاره خارج الوطن وأنشطته الفنية داخل الوطن وخارجه.
- 22/06/2006 تم منع مجلس النصيحة الذي بشرف عليه رشيد غلام بواسطة القوة العمومية بحي البرنوصي بالبيضاء.
- 23/06/2006 تمت محاصرة مجلس النصيحة الذي بشرف عليه رشيد غلام من قبل أجهزة الأمن بالبر نوصي بالبيضاء.
- 27/06/2006 تم استدعاء رشيد غلام من قبل عميد الشرطة رئيس دائرة أمن القدس بسيدي البرنوصي زناتة حيث استمع إليه في محضر حول الاجتماعات التي عقدها يومي 22 و23 / 06/ 2006.
- 07/07/2006 تمت محاصرة ببيت، بسيدي البرنوصي من طرف أجهزة الأمن، كان سيحتضن مجلسا للنصيحة يشرف رشيد غلام حيث منع أعضاء الجماعة من ولوجه.
- 20/07/2006 تابع وكيل الملك بالبيضاء الأخ رشيد غلام من أجل عقد اجتماعات عمومية بصفة غير قانونية طبقا لمقتضيات الفصلين 3 و9 من ظهير 1.58.377 الصادر بتاريخ 15/11/1958، بشان التجمعات العمومية.
- 06/10/2007 صدر حكم جنحي تحت عدد 26038 ملف عدد: 19150/06 بتغريم رشيد غلام غرامة مالية قدرها 2000 درهم مع تحميله الصائر تضامنا.
- 15/11/2006 تعرض الأخ رشيد غلام لعملية استفزاز وتفتيش أثناء عودته من رحلته الفنية الأخيرة من مصر.
- 25/03/2007 تم اختطاف رشيد غلام بعد تعريضه للتعذيب والتهديد والمساومة لتلفق له تهمة لا أخلاقية.
- 26/03/2006 تم تحرير محضر للسيد رشيد غلام من قبل الضابطة القضائية بالجديدة الذي رفض توقيعه.
- 27/03/2007 على الساعة العاشرة صباحا تم تقديمه أمام وكيل الملك بالجديدة حيث تابعه من أجل الخيانة الزوجية والتي سقطت بمقتضى تنازل زوجته.
- 28/03/2007 تم تقديمه للمرة الثانية أمام وكيل الملك لنفس المحكمة ليتابع من جديد من أجل التحريض على الفساد طبقا للفصل 502 من القانون الجنائي، بعدما لم تسعف النيابة العامة المتابعة الأولى التي سقطت بقوة القانون وهو في حالة اعتقال، حيث عين الملف في جلسة الزوال ليتأخر إلى جلسة 30/03/2007 قصد إعداد الدفاع.
- 30/03/2007 مثل رشيد غلام أمام المحكمة الابتدائية بالجديدة، حيث سجل أكثر من 50 محاميا مؤازرته، واستغرق نقاش الملف ومرافعات المحامين 11 ساعة من الثانية بعد الزوال إلى الواحدة ليلا، ليصدر الحكم بإدانته بشهر نافذ وغرامة 1000 درهم.

## روابط إضافية
- موقع رشيد غلام الرسمي